# A Girl Called Johnny (band)
A Girl Called Johnny is een Nederlandse band rond zangeres Frédérique Spigt, opgericht in 1992.

## Biografie
In 1992 richt Frederique Spigt (voormalig I've Got The Bullets), samen met gitarist Jan der Meij (voormalig Powerplay en Vitesse) een nieuwe band, A Girl Called Johnny. op. Voorlopig als duo en later formeert zij een band met diverse sessiemuzikanten, waaronder Erwin van Ligten afkomstig van diverse samenwerkingen en bands als Bertus Borgers Groove Express en de Dizzy Man's Band. Naar verluidt wil zij het wat kalmer aan doen, na de drukke periode van stevige rockmuziek met I've Got The Bullets.
De band bestaat dan uit:
- Frédérique Spigt: zang
- Erwin van Ligten: gitaar en achtergrondzang
- Will Sophie: gitaar, toetsen
- Rudy Englebert: basgitaar en achtergrondzang
- Christan Muiser: drums

Een aantal nummers schrijft zij met Jan van der Meij en de band neemt een album op in Hamburg getiteld Cry For The Moon en dat wordt in februari 1994 uitgebracht. Er volgen verscheidene optredens, waaronder in het programma Tom & Herrie van de VARA. De band heeft ook optredens in Duitsland.
Het succes blijft echter uit en de band wordt door Frédérique Spigt in 1995 ontbonden. De band heeft dan in totaal 3 jaar bestaan.